# Edens Zero
Edens Zero (エデンズゼロ Edenzu Zero) là một bộ truyện tranh khoa học viễn tưởng của Nhật Bản do mangaka Mashima Hiro sáng tác. Nội dung truyện theo chân chuyến hành trình khám phá vũ trụ của chàng trai Shiki và bạn bè của cậu ấy. Truyện bắt đầu vào ngày 27 tháng 6 năm 2018 trên tuần san Weekly Shounen Magazine của Nhà xuất bản Kodansha. Hiện truyện đã ra được ba mươi ba tập tại Nhật. Bản anime chuyển thể từ truyện sản xuất bởi J.C.Staff được lên sóng truyền hình từ tháng 4 đến tháng 10 năm 2021.

## Nội dung
Shiki là một chàng trai loài người sống cùng với rất nhiều người máy ở một hành tinh phỏng theo công viên giải trí tên là Grandbell, thuộc vũ trụ có tên là Sakura Cosmos. Một ngày nọ có hai vị du khách tới ghé thăm hành tinh này là một cô gái tên Rebecca cùng một chú mèo biết nói tên Happy. Hai người họ đến đây để quay video đăng lên kênh trên mạng xã hội của mình thông qua một vật gọi là B-Cube. Cả ba người gặp gỡ nhau và nhanh chóng trở thành bạn. Sau đó thì các người máy trên hành tinh này đồng loạt nổi điên lên đòi đuổi Shiki ra khỏi hành tinh này. Thực chất là họ làm theo nguyện vọng từ người ông nuôi quá cố của Shiki, cũng là một người máy. Trước khi cạn hết pin thì họ muốn đẩy Shiki theo chân Rebecca và Happy ra với vũ trụ bên ngoài chứ không chỉ chôn chân cả đời ở hành tinh này mãi được. Sau khi chia tay với hành tinh quê nhà Shiki, cả ba người Shiki, Rebecca và Happy lập thành một nhóm trên hành trình với mục tiêu đi gặp Mother, vị nữ thần đầy bí ẩn của vũ trụ.

## Manga
Edens Zero bắt đầu vào ngày 27 tháng 6 năm 2018 trên tuần san Weekly Shounen Magazine của Nhà xuất bản Kodansha và được phát hành song song bằng bốn ngôn ngữ khác nhau là: tiếng Pháp, tiếng Bồ Đào Nha, tiếng Hàn Quốc và tiếng Thái Lan. Hiện truyện đã ra được ba mươi mốt tập tại Nhật.